# بهبودباوری
بهبودباوری یا ملیوریسم (به انگلیسی:Meliorism) اندیشه‌ای متافیزیکی است که می‌گوید پیشرفت مفهومی حقیقی است که باعث بهبود جهان می‌شود. بنا بر این اندیشه انسان می‌تواند از طریق دخالت در روند امور طبیعی، نتیجه‌ای متفاوت ایجاد کند که می‌تواند بهتر از آن‌چیزی باشد که امور در حالت طبیعی پیش می‌آوردند.
اندیشه متضاد با این اندیشه آپولوژیسم است.
بهبودباوری به عنوان یک مفهوم فردی و اجتماعی، مبنای اندیشه‌های لیبرال دموکراسی و حقوق بشری است.